# Западна Санта Барбара
Западна Санта Барбара (енгл. Santa Bárbara d'Oeste) је општина у држави Сао Пауло у Бразилу. Део је метрополитанске регије Кампинас. Лежи око 138 km (86 mi) северозападно од главног града државе. Заузима површину од 272,2 km2 (105,1 sq mi), од чега 43,1 km2 (16,6 sq mi) је урбано. Бразилски институт за географију и статистику 2010. проценио на 180.148 становника, чинећи га 43. најмногољуднијим градом у Сао Паулу и шестим по величини у градској регији Кампинас.
Западна Санта Барбара има просечну годишњу температуру од 22 °C (72 °F), а преовлађује изворна вегетација подручја. Град има стопу урбанизације од 98,73%. Од 2009. године у граду су постојале 44 медицинске установе, а његов индекс хуманог развоја процењен је на 0,819 у односу на остатак државе.
Основан је 4. децембра 1818. године, када је црква саграђена, град је добио име у част своје заштитнице, Санта Барбаре, и првобитно је био део Пирасикабе. Одвојио се од ње 1900. Пошто је Маргарет Грејс Мартинс поклонила земљиште за изградњу градског насеља, она се сматра оснивачем, што град чини првим и јединим бразилским градом који је основала жена. Град је, такође, родно место аутомобилске индустрије у Бразилу, где је први аутомобил произведен у Бразилу. Данас је Западна Санта Барбара подељена на нешто више од 130 округа.
Западна Санта Барбара има важну културну традицију, од заната и позоришта, до музике и спорта. Америчка имиграција донела је различите утицаје на културне и туристичке догађаје и атракције, укључујући Странку имиграције и Сајам нација. Усред града је гробље, најпознатије као Гробље Американаца. Њиме управља Братство америчких потомака, које редовно одржавају састанке и догађаје усмерене на очување традиције и обичаја америчких имиграната.

## Историја

### Порекло
До око 1810. године, подручје на којем се сада налази град Западна Санта Барбара била је прашума. Те године је изграђен пут који је повезивао парохију Санто Антонио де Пирасикаба са Вилом де Сан Карлос де Кампинас. Са овим побољшањима, подручје се претворило у добру пољопривредну регију због обилних извора воде, што је довело до тога да се регион подели на парцеле и стави на продају.
Маргарет Грејс Мартинс, удовица водника Франциска де Паула Мартинса, купила је један од тих домова, величине два квадрата, чије су границе биле река Пирасикаба на северу и поток Куиломбо на североистоку. На том месту основала је плантажу шећера, поставивши свог сина, капетана Мануела Франциска Грејсе Мартинса, задуженим за управљање имањем. Године 1818. покренула је формирање насеља и изградњу капеле посвећене Светој Барбари. Мартинс је донирала земље на којима ће се град развијати, чинећи град првим и јединим бразилским градом који је основала жена. Капела је подигнута 4. децембра 1818. године, а данас се сматра датумом оснивања града. 
Како се то подручје насељавало, тако су се и остали пољопривредници насељавали у граду и око њега. Општина се 16. априла 1839. године подигла на положај уређене капеле Санта Барбаре из Толеда и постала четврти округ Vila Nova da Constituição (данас град Пирасикаба). 
Годинама касније, провинција Санта Барбара створена је провинцијским законом број 9, 18. фебруара 1842. године, поред тога, капела је подигнута из излечене капеле, званичног наслова који је католичка црква дала. Потом је пребачен 23. јануара 1844. године, да би постао део општине Кампинас, праћен даљим премештајем, покрајинским законом бр. 12, 2. марта 1846. године, назад у општину Пирасикаба. Покрајинским законом бр. 2, 15. јуна 1869. године званично је створена општина Санта Барбара, која се раздвојила од Пирасикабе. Општину је увек чинио један округ. Град је званично преименован у Западна Санта Барбара 30. новембра 1944.

### 20. и 21. век
Индустрија шећера доживела је процват крајем 19. века због повећања потражње за шећером. У то време у граду су изграђени велики млинови шећера, као што је Plant de Cillo Santa Bárbara (сада онеспособљена). Двадесетих година 20. века појавило се неколико индустрија, укључујући текстил и пољопривредне машине. Током година, друге индустрије су се преселиле у то подручје. На крају, 5. септембра 1956, пуштен је први бразилски аутомобил, Romi-Isetta.
Током 1960-их и 1970-их, убрзаним развојем оближњег насеља Американа, многи људи су тражили посао и смештај. Због непосредне близине двеју општина, подручје између њих је било насељено, стварајући конурбацију. У почетку је постојала одређена забуна, јер границе два града нису званично постављене. Проблем је решен стварањем авеније пријатељства, која је представљала границу између два града. Експанзија становништва није донела само развој, већ и проблеме у региону, јер је исушила јавне рачуне. То је убрзало године економске стагнације.
Од 2000-их, како због јавних, тако и због приватних инвестиција, град постиже економску и социјалну равнотежу, постајући све конкурентнији у градској регији Кампинас. Створени су правни подстицаји за предузећа која улажу у град, а ширење Rodovia dos Bandeirantes, чија рута пролази кроз општину, донело је нове могућности за развој.
Данас је Санта Барбара једна од главних економских сила у метрополитанском региону Кампинас, са добрим квалитетом живота. Град има снажан индустријски карактер. Један је од главних тржних центара и места окупљања у граду са готово 700.000 посетилаца сваког месеца. Она служи становништво Западне Санте Барбаре, Американе, Нове Одесе, Сумаре и Хортоландиа, као и регионе Пирасикабе и Лимеире.

## Америчка имиграција
По завршетку Америчког грађанског рата, почев од 1867. године, регион је почео да примећује имиграцију са југа Сједињених Америчких Држава, ти досељеници су били познати као конфедеративци. Заједно са својим обичајима и културама, Американци су донели нове пољопривредне методе и технике, увелико доприносећи напретку пољопривреде у региону. Американци су, такође, донели нове религије у Бразил, а 10. септембра 1871. године основана је прва бразилска баптистичка црква у Санта Барбари. 
Први Американци који су стигли у град били су пуковник Вилијам Хачинсон Норис, ветеран грађанског рата и бивши сенатор из државе Алабама, и његов син који је почео да држи курсеве о техникама узгајања памука локалним фармерима. Једном када су основани, послали су по остатак своје породице, као и остале земљаке. Америчка имиграција била је пресудна за један од главних културних догађаја у граду: годишњи састанак братства америчких потомака. Многи имигранти који су дошли у западну Санта Барбару постигли су националну важност. 

### Потомци досељеника
Прва генерација Конфедерада остала је острвска заједница, али до треће генерације, већина породица се венчала са домаћим Бразилцима или имигрантима другог порекла. Како је време пролазило, ови потомци Конфедерада све су више говорили португалски језик и представљали се као Бразилци. Како се подручје око западне Санта Барбаре и Американе све више окретало производњи шећерне трске, а друштво постајало све покретљивије, конфедералци су имали тенденцију да мигрирају у градове. Данас само неколико породица још увек живи на првобитном земљишту у власништву њихових предака. Док су потомци првобитних Конфедерација расејани по Бразилу, они одржавају седиште своје организације потомака у западној Санта Барбари. 
Данашњи конфедералци задржавају наклоност према застави Конфедерације иако себе сматрају потпуно бразилским. У Бразилу, застава Конфедерације нема историјску повезаност са ропством нити одговарајућу стигму која постоји у Сједињеним Америчким Државама. Многи савремени конфедералци су мешовите расе и одражавају различите расне категорије које чине бразилско друштво у њиховом физичком изгледу. Недавно су бразилски становници Американе, који су сада првенствено италијанског порекла, уклонили заставу Конфедерације са градског грба, наводећи чињеницу да Конфедерати сада чине само 10% градског становништва. Године 1972, тадашњи гувернер (и будући председник) Џими Картер из Џорџије посетио је западну Санта Барбару и посетио гроб праујака своје супруге Розалине, који је био један од првобитних Конфедерада. 

### Култура
Средиште културе Конфедерације је гробље Кампо, познато као гробље Американаца, у западној Санта Барбари, где је сахрањена већина изворних Конфедерација из региона. Већина конфедерада били су протестанти, а једино гробље у граду било је католичко, где је било забрањено сахрањивање некатолика. Године 1867, смрћу Беатриче Оливер, супруге пуковника Оливера, сахранио ју је (као што је касније сахранио своје ћерке) на парцели на свом имању. Одредио је хектар своје земље како би америчке породице могле да сахрањују своје мртве. Ово је постало гробље Американаца. Данас је на гробљу сахрањено око 500 људи. 
Потомци и даље негују везу са својом историјом кроз Братство америчких потомака, организацију посвећену очувању јединствене мешовите културе. У априлу организација одржава годишњи фестивал под називом Феста Конфедерада како би финансирала гробље Кампо. Фестивал је заснован на култури старог америчког југа. Током догађаја постоје типичне америчке намирнице попут пилећих прстију, пљескавица и кукуруза; бендови свирају традиционалне америчке народне песме, заставе Конфедерације су свуда. Амерички народни плесови врхунац су догађаја. Мушкарци облаче конфедерацијске униформе, чизме и капе. 
На гробљу се налази рекреативни простор у коме братство одржава тромесечне састанке, као и Феста Конфедерада. Фестивал прима посетиоце из разних делова Бразила и света; 2006. странка је привукла 1500 људи и примила је угледне посетиоце попут гувернера Џорџије (касније америчког председника) Џимија Картера и његове супруге Розалин, као и представнике америчког конзулата и новинских агенција Сједињених Америчких Држава. 
Заједница Конфедерације основала је музеј имиграције у западној Санта Барбари чувајући историју бразилске имиграције и њене користи за нацију. 

## Спорт
Главни фудбалски клуб града је União Barbarense, основан 22. новембра 1914. Тренутно се такмиче у А1 серији шампионата Паулиста. Њихов домаћи стадион је „Antonio Lins Ribeiro Guimarães“ капацитета 14.914. 
Имају пливачки тим који се добро показао на такмичењима широм државе Сао Пауло у Бразилу. Сезар Сјело Фиљо, који је каријеру започео у клубу Barbarense, добио је међународно признање када је на Панамеричким играма 2007. у Рио де Жанеиру освојио три златне медаље и једну сребрну медаљу. Освојио је прву златну медаљу током Летњих олимпијских игара 2008. године. У септембру 2010. клуб Barbarense био је домаћин једног од најважнијих такмичења у бразилском спортском календару. Ово је послужило као бразилска проба за Светско првенство у воденим спортовима 2010. године, одржано у Дубаију, Уједињени Арапски Емирати. 
Године 2010, општинска управа западна Санта Барбара започела је изградњу Polo César Cielo. Према међународним стандардима, први базен олимпијске величине у региону је величине 50x25 метара са дубином од 2,5 метра. У пројекат је уложено 3,3 милиона $, а средства су обезбедили министарство спорта и сам град. Укупна површина објекта за ватерполо је 3,6 милиона квадратних стопа, укључујући трибине, свлачионице и просторије за тренинг. 